# Armour-Geddon
Armour-Geddon – gra komputerowa stanowiąca połączenie gry strategiczno-taktycznej z symulacją 3D, stworzona na platformę Amiga, Atari ST oraz DOS, wydana w roku 1991 przez firmę Psygnosis. Jest to pierwsza z dwóch części gry, która przenosi gracza w sam środek bliżej nieokreślonego konfliktu zbrojnego.
Grę można toczyć w pojedynkę lub z drugim graczem przez sieć (null modem).

## Fabuła
Organizacja The Sheltered Ones jest o krok od opanowania kosmicznej technologii. Zjednoczone Siły największych ziemskich mocarstw postanowiły spróbować wyeliminować siły organizacji przy pomocy bomby neutronowej, którą w zamierzchłych czasach, dla spokoju wszystkich, podzielono na pięć części i rozrzucono po całym globie. Wrogowie byli jednak bardziej przebiegli niż mogłoby to się wydawać. Zdobyli już te części, a zadaniem gracza jest ich odzyskanie.

## Rozgrywka
Gra składa się z sześciu misji rozgrywanych na obszarze jednej mapy o powierzchni 6400 kilometrów kwadratowych. Każda z nich polega na odzyskaniu poszczególnych części bomby. Kwatera główna gracza znajduje się pod powierzchnią ziemi, gdzie pozostawiono do dyspozycji centrum dowodzenia składające się z sekcji wywiadowczej, badawczo-produkcyjnej oraz magazynowej. Gdy naukowcy opracują, a inżynierowie wyprodukują pojazd lub broń, gracz może jednostkę wyposażyć w odpowiednią broń. Do dyspozycji są zarówno pojazdy naziemne, jak i powietrzne. Można kierować dwoma rodzajami czołgów, poduszkowcem, helikopterem, bombowcem lub myśliwcem. Każdy z nich ma inne zastosowanie. Uzbrojenie stanowi zarówno broń jak i dodatkowe wyposażenie (urządzenia noktowizyjne, platformy teleportacyjne, dodatkowe zasobniki paliwa). Po pomyślnym doborze jednostek możemy wysłać je w obszar działań wojennych, osobiście zasiadając za ich sterami. Można sterować aż sześcioma jednostkami jednocześnie. W dowolnym momencie, jednym wciśnięcie klawisza można przejść za stery dowolnej innej jednostki, a kontrolę nad jednostkami, którymi w danym momencie nie dowodzimy, przejmuje autopilot. Przy połączeniu null modem, drugi gracz może dowodzić jednostkami i tym samym akcję wojenną można przeprowadzić z faktycznym wsparciem.